# Quatro (filme)
Quatro é um documentário português realizado por João Botelho. Foi exibido na Cinemateca Portuguesa a 4 de julho de 2014 e no Doclisboa a 18 de outubro do mesmo ano. Estreou-se nos cinemas de Portugal a 28 de janeiro de 2016.

## Elenco
- Diogo Dória como Narrador
- Miguel Guilherme como Narrador
- Jorge Queiroz
- João Queiroz
- Francisco Tropa
- Pedro Tropa